# Лиз Треноу
Лиз Треноу (на английски: Liz Trenow) е английска писателка на произведения в жанра исторически любовен роман.

## Биография и творчество
Лиз Треноу е родена в Съфолк, Англия. Семейството ѝ са били тъкачи на коприна в продължение на почти триста години и тя израства в къщата до фабриката в Съдбъри, една от трите, които продължават все още да работят изпълнявайки специални поръчки на модни къщи и за кралската фамилия. От малка иска да е журналист и да пише. Работи като преподавател по ски в Канада и завършва журналистика.
След дипломирането си в продължение на много години работи като журналист за национални и регионални вестници, и за радио и телевизионни новини на Би Би Си.
Първият ѝ роман „The Last Telegram“ (Последната телеграма) е издаден през 2012 г.
Лиз Треноу е омъжена за художник и има две дъщери. Живее със семейството си в Колчестър, Есекс.

## Произведения

### Самостоятелни романи
- The Last Telegram (2012)
- The Forgotten Seamstress (2013)
Забравената шивачка, изд.” SBB Media”, София (2015), прев. Веселин Лаптев
- The Poppy Factory (2014)
Като мак в полето, изд.” SBB Media”, София (2016), прев. Атанас Игов
- The Silk Weaver (2017)
- The Hidden Thread (2017)

### Сборници
- The Perfect Treat (2012) – с Клаудия Каръл, Миранда Дикинсън, Мхаири Макфарлън и Джулия Уилямс